# هایدناو (نیدرزاکسن)
هایدناو (به آلمانی: Heidenau) یک شهر در آلمان است که در Tostedt واقع شده‌است. هایدناو ۲٬۱۳۱ نفر جمعیت دارد.